# 1421
1421 (MCDXXI) fue un año común comenzado en miércoles del calendario juliano.

## Acontecimientos

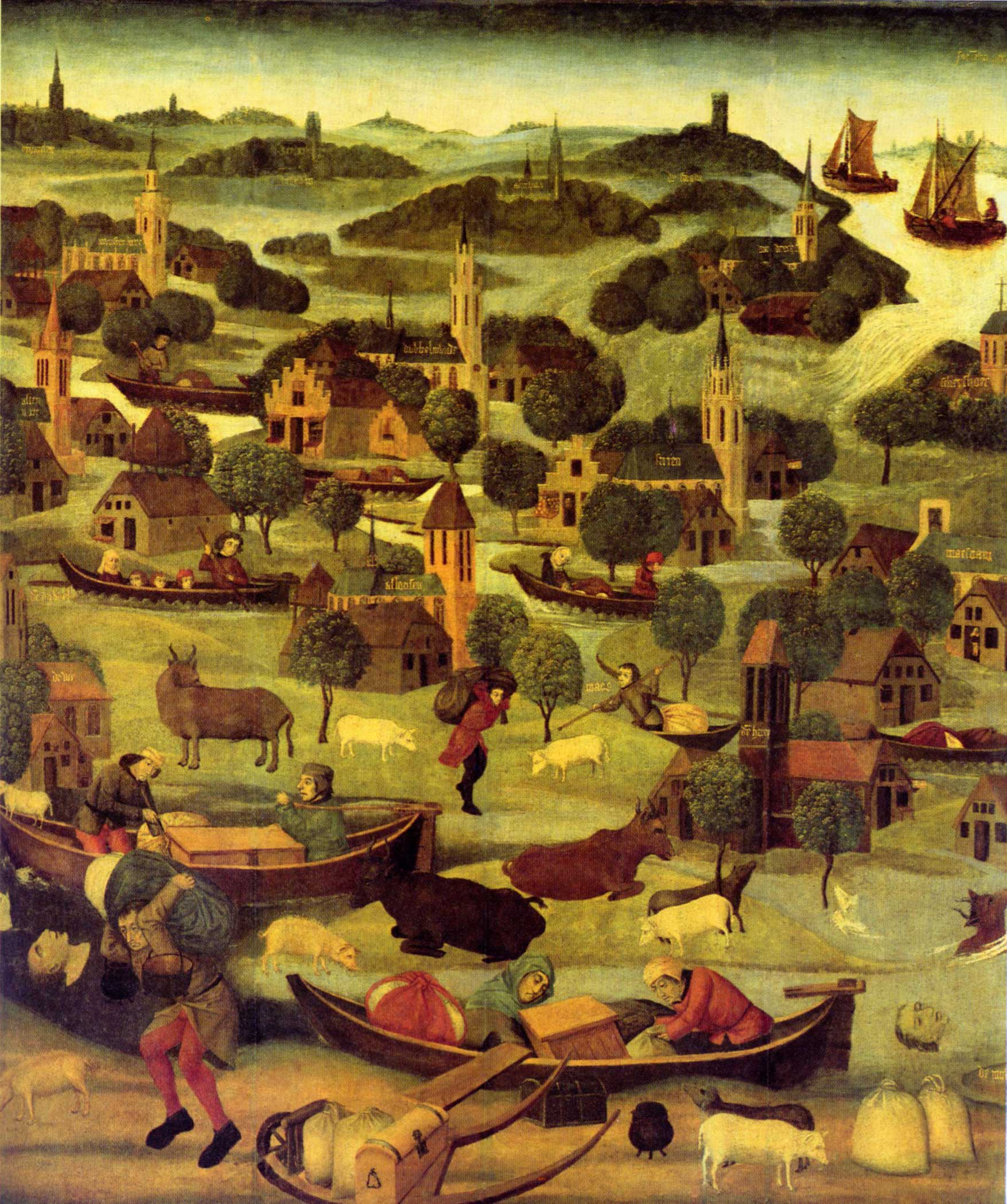
Óleo (circa 1490-1495) de la Inundación del Día de Santa Isabel (18 y 19 de noviembre de 1421), de 1275 × 1105 mm, sobre el panel de un altar, que muestra la rotura del dique en Wieldrecht.

- 2 de febrero: Yongle, el tercero emperador de la dinastía Ming, trasladó la capital de China de Nankín a Pekín.
- 3 de marzo: Zheng He recibe una orden imperial del Emperador Yongle para llevar cartas imperiales, productos de seda y otros obsequios a varios gobernantes de países alrededor del Océano Índico.
- 21 de marzo: Batalla de Baugé, una pequeña fuerza francesa sorprende y derrota a una fuerza inglesa más pequeña bajo el mando de Thomas, duque de Clarence, hermano de Enrique V de Inglaterra, en Normandía.
- 26 de mayo: Mehmed I, sultán del Imperio Otomano, muere y es sucedido por su hijo, Murad II.
- 18 a 19 de noviembre: en Países Bajos, una tormenta rompe un dique en Wieldrecht. Unas 72 aldeas son tragadas por las aguas y mueren entre 2000 y 10.000 personas. Toda Holanda y Zelanda quedan bajo el agua. (Inundación de Santa Isabel (1421)).

## Nacimientos
- 3 de julio: Juan de Cosme de Médici, banquero, humanista, artista y mecenas italiano (f. 1463).
- 6 de diciembre: Enrique VI de Inglaterra, rey de Inglaterra (f. 1471).

## Fallecimientos
- 26 de mayo: Mehmed I Çelebi, sultán otomano (n. 1389).